# Vahva
Vahva – wieś w Estonii, w prowincji Sarema, w gminie Lümanda.